# Точки над i (фильм)
«Точка над i» (англ. Dot the i, 2003) — дебютный фильм Мэттью Паркхилла.
Слоган фильма — «Никогда не целуй незнакомца».

## Сюжет
Ка́рмен, красивая испанка, собирается выйти замуж за Барнаби, заботливого, состоятельного, но слегка скучного англичанина. Во время предсвадебного «девичника» она по французской традиции должна подарить прощальный поцелуй одному из мужчин, присутствующих в ресторане. Выбор падает на случайно оказавшегося там черноволосого красавца по имени Кит. Они целуются долго и страстно, что удивляет не только всех присутствующих, но и их самих. Киту понравилась Кармен, и он узнает адрес её работы, Барнаби удаётся приблизить дату свадьбы, а Кармен начинает испытывать к Киту какие-то чувства, но всё ещё хочет выйти замуж за Барнаби. В это время Кармен понимает, что за ней кто-то постоянно следит…

## В ролях
| Актёр                | Роль            |
| -------------------- | --------------- |
| Гаэль Гарсиа Берналь | Кит Винтер      |
| Наталия Вербеке      | Кармен Колаццо  |
| Джеймс Д’Арси        | Барнаби Каспиан |
| Том Харди            | Том             |
| Чарли Кокс           | Тео             |

## О фильме
- Фильм «Точки над i» поначалу кажется романтической мелодрамой, потом приобретает черты детективного экшена, ближе к середине становится кровавым триллером, а под конец приобретает такой темп повествования, что буквально захватывает дыхание.
- Больница в фильме носит название «Паркхилл», что совпадает с фамилией режиссёра.
- В звуковой дорожке фильма использованы записи Дорис Дэй, Fun Lovin' Criminals, Idlewild, Pink Martini и др.